# Woodstock (Le Cap)

Carte du quartier

Woodstock (Papendorp en afrikaans) est un quartier du City Bowl, le centre historique de la ville du Cap en Afrique du Sud. Il est situé entre les docks de la baie de la Table et le flanc bas de Devil's Peak, à peu près à 1 km à l'est du centre historique du Cap.

## Démographie
Selon le recensement de 2011, le quartier compte 9 345 résidents, principalement issu de la communauté coloured (50,94 %), une population majoritaire au Cap mais fortement en baisse dans le quartier (- 17% par rapport au précédent recensement de 2001). Les noirs, majoritaires dans le pays, représentent 29,06 % des habitants (en forte hausse) tandis que les blancs représentent 11,59 % des habitants (en baisse) alors que les indiens ne représentent plus que 2,83 % de la population du quartier.
Les habitants sont à 63,82 % de langue maternelle anglaise, à 18,14 % de langue maternelle afrikaans et à 2,05 % de langue maternelle xhosa.

## Répartition sociale et ethnique
Woodstock, en voie de gentrification, est très marqué par une ségrégation à la fois sociale et raciale. On distingue ainsi trois zones :
- Lower Woodstock: zone la plus proche de l'océan, elle est essentiellement habitée par des Coloureds, aux revenus faibles.  Bien que traditionnellement cosmopolite et racialement mélangé, même à l'époque de l'apartheid, Lower Woodstock s'est reségrégué aussi bien sur le plan racial que sur le plan social. le quartier est d'autre part réputé pour sa criminalité, ses maisons décrépies ou vétustes.
- Walmer Estate et University Estate, situés au-delà de l'Eastern Boulevard (la N2) sur les pentes de la montagne de la Table, sont au contraire des quartiers résidentiels dont les habitants ont des revenus élevés. Si Walmer Estate est privilégié par la bourgeoisie coloured, University Estate est le quartier des Blancs. Ces deux quartiers sont généralement considérés comme des quartiers à part entière du Cap bien qu'à l'origine situés dans Woodstock.
- Upper Woodstock est un quartier cosmopolite privilégié par les classes moyennes. C'est le quartier qui a le plus entamé sa déségrégation raciale[2].

## Historique
Woodstock était initialement un village distinct, situé à environ deux kilomètres à l'est de la ville du Cap. Fondé au XVIIIe siècle, il s'appelle Papendorp, baptisé ainsi en l'honneur de Pieter van Papendorp, le propriétaire foncier de la Belle-Alliance, la plus grande des demeures locales. Le hameau est d'abord constitué d'un petit groupe de maisons au toit de chaume, de maisons de pêcheurs et des chalets. Progressivement la localité attire de nouvelles populations et s'anglicise. Il prend le surnom de Woodstock. En 1845, on y trouve une école et une église anglicane.
En 1806, après la Bataille de Blaauwberg, la propriété de Pieter van Papendorp est utilisée pour la formalisation de la cession par les hollandais de la colonie du Cap aux Britanniques. L'arbre sous lequel fut signé le traité est situé au coin de Spring et Treaty Roads. Il est enregistré aux monuments nationaux sud-africains depuis 1966. Durant la période de l'esclavage (1658-1834), c'est sous cet arbre qu'étaient vendus les esclaves. Des pendaisons y étaient aussi effectués.
Durant la première partie du XIXe siècle, de nombreuses fermes sont construites sur les pentes de Devil’s Peak telles Zonnebloem ou encore Leliebloem (Leliefontein).
Le village profite pleinement ensuite de sa situation sur la ligne du premier chemin de fer sud-africain (1862) et devient réputé comme station balnéaire à la mode. Les vieilles fermes sont subdivisées et des logements à bas coûts sont construits. Durant les années 1870, son front de mer est le lieu de baignade préféré des résidents du Cap.
En 1881, Papendorp/Woodstock est fusionné avec les hameaux de Altona, Roodebloem, Leliebloem et Salt River puis incorporé dans une nouvelle municipalité qui prend le nom de New Brighton puis de Woodstock en 1883.
Woodstock s'industrialise et bénéficie d'une des premières vagues d'expansion urbaine hors des limites municipales du Cap. En 1904, Woodstock compte près de 30 000 habitants et présente un caractère cosmopolite et une importante mixité sociale, accueillant aussi bien des ouvriers qu'une bourgeoisie du Cap attirée par la proximité de la plage.
En 1913, la municipalité autonome de Woodstock est dissoute et est incorporée à la ville du Cap dont elle constitue de nos jours l'un des quartiers du centre-ville historique. À partir des années 1940 et jusqu'aux années 1980, le quartier gagne le surnom de Little Madeira (la petite Madère) en raison des nombreux immigrants portugais qui s'y installent.
Durant la période d'apartheid (1948-1991), Woodstock parvient à demeurer un quartier intégré, c'est-à-dire un quartier où coexistent des populations de classes et de races différentes, bien que le quartier voisin de District 6 soit démoli. Durant les années 1950, la plage de Woodstock est détruite dans le cadre d'un grand aménagement portuaire faisant perdre à Woodstock son statut de station balnéaire.
À la fin du XXe siècle, certains de ses quartiers gagnent une mauvaise réputation pour cause de criminalité et de trafic de drogue. Ces désagréments poussent alors plusieurs entreprises à déménager en banlieue.
Pour garder ses entreprises et redonner un cadre de vie agréable, le quartier fait alors l'objet d'une opération de rénovation urbaine pour attirer les professionnels et une clientèle jeune et branchée (nouveaux bureaux, magasins et showrooms, nouvelles  boutiques et nouveaux commerces).

## Politique
Le quartier est situé dans le 16e arrondissement du Cap (sub council) et se partage entre 2 wards: 
- le ward 57 : Rosebank, Salt River (partiellement), Zonnebloem (partiellement), Observatory (partiellement), Woodstock (sud de Nelson Mandela Boulevard Road et de Victoria Road), Mowbray (partiellement).  Le conseiller municipal de ce ward est Paddy Chapple (DA)[3].
- le ward 115 : Three Anchor Bay (partiellement), Mouille Point, Green Point, Paarden Eiland (partiellement), Salt River (partiellement), Gardens (partiellement), Zonnebloem (partiellement), Foreshore, Cape Town City Centre et Woodstock (nord de Nelson Mandela Boulevard, Mountain Road et Victoria Road). Le conseiller municipal du ward est, depuis 2016,  Dave Bryant (DA)[4].